# یواس‌آرسی آلاباما (۱۸۱۹)
یواس‌آرسی آلاباما (۱۸۱۹) (به انگلیسی: USRC Alabama (1819)) یک کشتی بود که طول آن ۵۲ فوت ۰ اینچ (۱۵٫۸۵ متر) بود.